# Gottlob Ernst Schulze

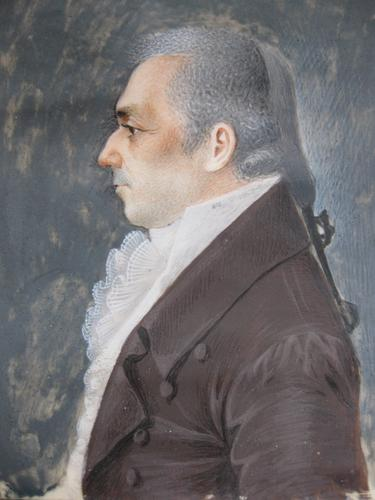
Posible retrato de Gottlob Ernst Schulze (1761-1833).

Gottlob Ernst Schulze, también conocido como Enesidemo (Aenesidemus-Schulze), (Heldrungen, Turingia, 23 de agosto de 1761 - Gotinga, 14 de enero de 1833), fue un filósofo alemán, a quien se recuerda principalmente por sus ataques escépticos a la filosofía de Kant.

## Biografía
Gottlob Ernst Schulze nació en 1761 como hijo del mayordomo del palacio de Heldrungen en Turingia. De 1774 a 1780 fue alumno en la afamada Landeschule sajona de Pforta, en Naumburgo (Saale), y en 1780 comenzó sus estudios de Teología, Lógica y Metafísica en la Universidad de Wittenberg. En 1783 llegó a ser maestro de filosofía y profesor en dicha universidad. El primer tomo de su obra Grundriß der philosophischen Wissenschaften (Bosquejo de las ciencias filosóficas) apareció en el año 1788 y le procuró un llamamiento como profesor ordinario de filosofía en la Universidad de Helmstedt. Aquí estuvo más de veinte años activo y publicó sus principales obras. En 1810 se disolvió la universidad, fundiéndose con la Universidad de Gotinga.
En Gotinga, Schulze estuvo en activo otros 22 años como profesor. Entre sus alumnos se contaba, entre otros, Arthur Schopenhauer, que inicialmente estudió Medicina en Gotinga. De Schulze recibió Schopenhauer su primer curso filosófico sobre Psicología y Metafísica. Acerca de la influencia del maestro sobre el alumno, informa Wilhelm von Gwinner de que Schulze fue «el primero que le puso en claro cuál era su vocación y de ese modo ocasionó que desde entonces todos sus estudios se dirigiesen a servir a la reina de las ciencias».
Schulze pasa por ser un significativo escéptico de su época y como uno de los más agudos críticos de Immanuel Kant: Éste habla de la para nosotros desconocida cosa en sí y al hacerlo se refiere a la categoría de la causalidad, pero, como la causalidad, en cuanto mera forma subjetiva del pensamiento, solo puede aplicarse, según el propio Kant, a los fenómenos (o representaciones), pero no a las cosas en sí, las cosas no pueden ser causa de representaciones. Schulze menciona esto en su escrito, aparecido anónimamente en 1792, Aenesidemus (pp. 128-129, 263-264 y 304-306); Schopenhauer repite esa crítica. 
Pero el Aenesidemus (llamado así por Enesidemo, un escéptico pirrónico que probablemente fue contemporáneo de Cicerón) critica ante todo (de forma aniquiladora) la «filosofía elemental» de Reinhold. La confusión e incertidumbre debidas a este desmontaje de Reinhold y la crítica a Kant dieron ocasión a que Johann Gottlieb Fichte desarrollase su Doctrina de la ciencia para librar a la filosofía de lo que, desde su punto de vista, era un fundamento todavía defectuoso para que ella alcanzase el rango de una ciencia. Así pues, el escepticismo de Schulze contribuyó en no poca medida al surgimiento del llamado idealismo alemán. En las discusiones que desencadenó su Enesidemo él apenas se inmiscuyó; posteriormente, moderó la significación de la skepsis y se aproximó —sobre todo con su «realismo natural»— a la posición epistemológica de la llamada filosofía de la fe (Glaubensphilosophie) de Friedrich Heinrich Jacobi.
Schulze influyó también a Johann Friedrich Herbart y Jakob Friedrich Fries. Murió el 14 de enero de 1833 en Gotinga.

## Obras (selección)
- Grundriß der philosophischen Wissenschaften (Bosquejo de las ciencias filosóficas), Wittenberg, Zerbst 1788 (vol. 1) y 1790 (vol. 2).
- Aenesidemus oder über die Fundamente der von dem Herrn Professor Reinhold in Jena gelieferten Elementar-Philosophie. Nebst einer Vertheidigung des Skepticismus gegen die Anmassungen der Vernunftkritik (Enesidemo, o Sobre los fundamentos de la Filosofía Elemental ofrecida por el Sr. Profesor Reinhold de Jena. Junto a una defensa del escepticismo frente a las pretensiones de la Crítica de la razón), sin lugar y anónimo, 1792.
- Kritik der theoretischen Philosophie (Crítica de la filosofía teórica), 2 tomos, Hamburgo, 1801.
- Grundsätze der allgemeinen Logik (Principios de la Lógica general), Helmstedt 1802.
- Encyclopädie der philosophischen Wissenschaften zum Gebrauche für seine Vorlesungen (Enciclopedia de las ciencias filosóficas para uso en sus lecciones), Göttingen 1814.
- Psychische Anthropologie (Antropología psíquica), 2 vols., Gotinga 1816 .
- Philosophische Tugendlehre (Doctrina filosófica de la virtud), Gotinga 1817.
- Über die menschliche Erkenntnis (Sobre el conocimiento humano), Gotinga 1832.

## Literatura
- Heinrich Wiegershausen: Aenesidem-Schulze, der Gegner Kants, und seine Bedeutung im Neukantianismus, (Kantstudien: Ergänzungshefte 17) Berlín 1910; reimpr.: Würzburg 1970; Vaduz/Liechtenstein 1980.
- Karel Eugeen Boullart: Gottlob Ernst Schulze (1761-1833). Positivist van het Duitse Idealisme. Mit deutscher Zusammenfassung. Bruselas, 1978.